# Eric Whitacre
Eric Whitacre (Reno, Nevada, 2 de gener de 1970) és un compositor, director i professor estatunidenc. És un dels compositors de música coral més populars i interpretats de la seva generació.
Whitacre va estudiar primer a la Universitat de Nevada i més tard a l'Escola Juilliard de Nova York, on va estudiar amb John Corigliano. Les seves obres, principalment les corals, van aconseguir ràpidament la popularitat i el reconeixement amb nombrosos premis de composició als Estats Units. Des de 2000 Eric Whitacre ofereix concerts de música seva i imparteix seminaris i conferències per tot el món.
Entre les seves creacions més populars destaquen les següents:
- El CD de música coral Whitacre Cloudburst and Other Choral Works, gravat pel cor anglès Polyphony i publicat el 2006 per Hyperion Records, es va convertir en un èxit internacional de vendes i va rebre una nominació a un premi Grammy.
- El seu primer CD com a compositor i director: Light and Gold, publicat el 2010 per Decca, va guanyar el Premi Grammy de 2012 en la categoria de millor interpretació coral.
- Són famosos els seus cors virtuals, que ajunten les contribucions individuals de centenars i fins i tot milers de veus de tot el món en forma de vídeos digitales.
- És compositor del musical Paradise Lost: Shadows and Wings, estrenat a Los Angeles el 2007.
- Va col·laborar amb Hans Zimmer en el tema de les sirenes de la pel·lícula Pirates del Carib: en marees misterioses.

Ha realitzat composicions corals sobre poemes d'Octavio Paz (A boy and a girl, Cloudburst, Little Birds, Water Night) i Federico García Lorca (With a lily in your hand), entre d'altres.
La música de Whitacre incorpora sons i influències contemporànies i alhora requereix precisió, entonació i empastament. Probablement és més conegut per la seva música coral, però tant el seu estil coral com l'instrumental utilitzen la seva signatura acords Whitacre, que consisteixen en clústers pandiatónicos normalment construïts en densitats creixents o decreixents.

## Cors virtuals
Un dels mèrits del compositor són els coneguts Virtual Choir (Cors Virtuals), en què, a partir d'un vídeo de Whitacre dirigint les diferents veus, multitud de persones es graven a casa cantant una cançó, per després ajuntar tots els vídeos i formar un magnífic cor virtual, els quals es poden visualitzar a YouTube.
Eric Whitacre ha fet un total de 5 cors virtuals:
- El primer Virtual Choir (VC) interpretava la seva cançó Lux Aurumque, una obra que requereix un treball d'empastament i afinació molt alts. En aquest primer VC 185 veus representant 12 països van cantar juntes. Les repercussions van ser gegantines, i per això es van dur a terme els següents VC.
- El segon VC va interpretar la cançó Sleep, composta també per Whitacre. Aquesta obra va suposar un repte, ja que és molt delicada i complexa. La repercussió ja es va poder notar en aquesta ocasió, amb 1752 cantants de 58 països diferents. Actualment a Youtube frega els 2 milions de visites.
- El tercer VC consistia en la seva obra Water Night. Una cançó una mica més complexa que Sleep, que destaca per les seves increïbles acords i altes notes. En aquest VC es van incloure 3746 vídeos de 73 països.
- El quart VC es va arriscar amb la seva obra de Paradise lost: Shadows and Wings, Bliss, que posteriorment va passar a anomenar Fly to paradise, adaptada a cor SATB. Whitacre es va atrevir a fer un gir al seu costum i va incloure aquesta obra amb influència techno, de caràcter més senzill i amb gran quantitat de solistes. Va comptar amb 5905 cantants de 101 països.
- Finalment, el cinquè VC, anomenat Virtual Youth Choir va ser dedicat als nens i adolescents amb una edat més encara de 18 anys. Es va interpretar l'obra What if, de Whitacre. De caràcter senzill per a resultar més fàcil ser cantada pels petits, va comptar amb 2292 cantants d'edats menors o iguals a 18 anys, des de 80 països diferents.